# Смедеревски пут (Гроцка)
| Смедеревски пут · улица | Смедеревски пут · улица |
| ----------------------- | ----------------------- |
|                         |                         |
| Општина                 | Гроцка                  |
| Почетак                 | Мали Мокри Луг          |
| Крај                    | Партизански пут         |
| Дужина                  | 40.000 m                |
| Ширина                  | 6 m                     |
|                         |                         |
|                         |                         |
| Карта Гроцке            |                         |

Смедеревски пут је једна од најстаријих улица у Гроцкој.
Простире се од краја Булевара краља Александра, између Малог Мокрог Луга па до почетка Партизанског пут-а на уласку у Брестовику.

## Име улице
Име улице је добила по граду Смедереву. Смедерево, град у Србији, на ушћу Језаве у Дунав.

## Улицом Смедеревски пут
У улици Смедеревски пут данас се налазе многи објекти (ресторана, спортских терена и клубова, продавница, хотела и мотела, низ ланаца бензијских пумпи).

### бр. 1
Хотел Радмиловац је давне 1989. године захваљујући младом брачном пару који су били испирисани виноградима и воћњацима, отворили хотел и ресторан у Винчи.

### бр. 2
Огледно добро Пољопривредног факултета "Радмиловац" је једно веома занимљиво место у Винчи, међутим многима је потпуна непознаница. Без озбира што је направљено у потпуности од стране човека, Радмиловац представља једну од ретких зелених тачки на еколошкој мапи овог дела Београда. Овде се врше истраживања, а можете стећи и нова знања о флори и фауни Дунава.

### бр. 3
Етно ресторан Мировица који се налази на самом смедеревском путу у Ритопеку. Етно ресторан Мировица је ресторан породичног типа, у којем ће вас увек дочекати љубазно особље и изаћи у сусрет свим вашим захтевима.

### бр. 4
Етно ресторан "Доње Стрњике" се налази на улазу у насеље Заклопача.

## Насеља на путу
- Калуђерица
- Лештане
- Винча
- Болеч
- Ритопек
- Заклопача
- Гроцка
- Брестовик